# Iglesia de San Nicolás (Volgogrado)
La Iglesia de San Nicolás (en ruso: Храм Святого Николая) es una iglesia católica en la ciudad de Volgogrado, que pertenece a la Diócesis de San Clemente en Sarátov en Rusia, actualmente encomendadas a obispo Clemens Pickel.
La iglesia fue construida en 1899 en estilo neo-gótico, con una torre rematada con un chapitel y capillas laterales dedicadas a la Virgen María y San Estanislao.
La iglesia fue cerrada por las autoridades en 1930, saqueada y destrozada. Se transformó en una escuela en 1935 y, a continuación, en una sala de reuniones. Estaba tan dañada en la década de 1980 que estuvo a punto de ser destruida. La parroquia católica de Volgogrado (antigua Stalingrado) se registró de nuevo oficialmente en agosto de 1991 y la iglesia fue devuelta a los católicos seis meses más tarde. Su restauración duró más de cinco años.
Hoy ayuda en colabora en la organización parroquial Cáritas, la Asociación Juan XXIII y las monjas norbertinas.